# Мишкі (Вармінсько-Мазурське воєводство)
Мишкі (пол. Myszki, нім. Misken) — село в Польщі, у гміні Біла Піська Піського повіту Вармінсько-Мазурського воєводства.
Населення — 113 осіб (2011).

## Демографія
Демографічна структура станом на 31 березня 2011 року:
|          | Загалом | Допрацездатний вік | Працездатний вік | Постпрацездатний вік |
| -------- | ------- | ------------------ | ---------------- | -------------------- |
| Чоловіки | 62      | 17                 | 40               | 5                    |
| Жінки    | 51      | 12                 | 33               | 6                    |
| Разом    | 113     | 29                 | 73               | 11                   |